# Sportclub Potsdam 2014-2015
Questa voce raccoglie le informazioni riguardanti lo Sportclub Potsdam nelle competizioni ufficiali della stagione 2014-2015.

## Organigramma societario
Area direttiva
- Presidente: Thorsten Bork

Area tecnica
- Allenatore: Alberto Salomoni
- Allenatore in seconda: Fabio Aiuto
- Scout man: Riccardo Boieri

Area sanitaria
- Medico: Henning Leunert
- Fisioterapista: Ulli Meyer

## Rosa
| N° | Nome              | Ruolo | Data di nascita   | Nazionalità sportiva |
| -- | ----------------- | ----- | ----------------- | -------------------- |
| 1  | Giulia Carraro    | P     | 25 luglio 1994    | Italia               |
| 2  | Kathy Radzuweit   | C     | 2 marzo 1982      | Germania             |
| 3  | Lisa Rühl         | L     | 22 settembre 1989 | Germania             |
| 4  | Michala Kvapilová | S     | 8 febbraio 1990   | Rep. Ceca            |
| 5  | Antonia Klamke    | C     | 29 aprile 1990    | Germania             |
| 6  | Nadja Schaus      | S/O   | 8 novembre 1984   | Germania             |
| 7  | Bernarda Ćutuk    | C     | 22 dicembre 1990  | Croazia              |
| 8  | Lisa Senger       | P     | 6 luglio 1998     | Germania             |
| 9  | Lisa Gründing     | S     | 2 dicembre 1991   | Germania             |
| 10 | Doreen Engel      | P     | 8 febbraio 1982   | Germania             |
| 11 | Sophie Dreblow    | L     | 9 luglio 1998     | Germania             |
| 12 | Nikola Radosová   | S     | 3 maggio 1992     | Slovacchia           |
| 14 | Luisa Sydlik      | P     | 24 dicembre 1996  | Germania             |
| 16 | Lizbeth Sainz     | S     | 14 dicembre 1995  | Messico              |
| 17 | Ivonne Montaño    | C     | 12 novembre 1995  | Colombia             |
| 18 | Jessica Rivero    | S     | 15 marzo 1995     | Spagna               |